# Артур Бутц
А́ртур Бутц (народ. 1933 р.) — американський професор електротехніки Північно-західного університету в Еванстоні, штат Іллінойс, викладає теорії управління і систем цифрової обробки сигналу, заперечник Голокосту. З 1980 року він член редакційної ради Journal of Historical Review.

## Освіта
Закінчив Массачусетський технологічний інститут, отримав там ступінь бакалавра, а в 1956 році ступінь магістра. У 1965 році він отримав докторський ступінь в Університеті Міннесоти. Його докторська дисертація присвячена проблемам контролю техніки.

## Публікації
Бац винайшли алгоритм, який носить його ім'я і був опублікований в 1969 році Він служить засобом для обчислення простору заповнення кривої Гільберта. Цей алгоритм задає певні оптимальні методи пошуку на комп'ютерах і деякі інші можливості. Професор Бутц є автором численних інших наукових праць.

## Ревізіонізм голокосту
У 1976 році опублікував книгу «Обман двадцятого століття: проти уявного винищення європейських євреїв». Ця книга стверджує, що Голокост не відбувався і був навмисно надуманий, щоб виправдати створення держави Ізраїль.

### Заява Ахмадінежада
Зовсім недавно, Бутц привернув до себе увагу, коли він виступив із заявою, в якому він погодився з твердженням президента Ірану Махмуда Ахмадінежада про те, що Голокост є «міфом». У прес-релізі від 18 грудня 2005 року, Бутц пише:
Я вітаю його [Ахмадінежада], який став першим главою держави, що висловився чітко з цих питань [уявного здійснення Голокосту], шкода лише, що це не озвучив глава Західної держави. Його політичні зауваження не матимуть коментарів з мого боку. Під «політичною зауваженнями» я маю на увазі ті, які стосуються подій, що відбуваються зараз.
Прес-реліз був поширений у відповідь на виступ президента Ірану Ахмадінежада, в якому він переказав такі висловлювання Імама Хомейні «Режим, який окупує Єрусалим, повинен бути стертий зі сторінок історії.»

## Вебсторінка
Home Web page of Arthur R. Butz [Архівовано 26 листопада 2010 у Wayback Machine.]

## Мультимедіа
- Arthur Butz — Speech at the 11th IHR-Conference — Some Thoughts on Pressacs Opus (1992)
- Dr. Arthur Butz — Historical Past vs. Political Present (2 of 9) [Архівовано 3 жовтня 2016 у Wayback Machine.]
- Dr. Arthur Butz — Some Thoughts on Pressacs Opus (5 of 7) [Архівовано 17 жовтня 2016 у Wayback Machine.]